# 33920 Trivisonno
33920 Trivisonno este o planetă minoră (asteroid), cu un diametru de 2,863 km, din centura de asteroizi. A fost descoperită pe 8 iunie 2000 la Experimental Test Site⁠(d) de Lincoln Near-Earth Asteroid Research. 
Obiectul prezintă o orbită caracterizată de o semiaxă mare de 2,2485136 UAi, o excentricitate de 0,17, o înclinație de 5,2138 ° în raport cu ecliptica.